# Bruno Bertagna
Bruno Bertagna (Tiedoli, 12 ottobre 1935 – Parma, 31 ottobre 2013) è stato un arcivescovo cattolico italiano.

## Biografia
Nasce a Tiedoli, piccola frazione a 8 km da Borgo Val di Taro, in provincia di Parma e diocesi di Piacenza, il 12 ottobre 1935.

### Formazione e ministero sacerdotale
Dopo aver completato gli studi presso il seminario della propria diocesi, viene ordinato sacerdote il 23 maggio 1959.
Inizia l'attività pastorale, l'anno seguente, come curato della chiesa seicentesca di Santa Teresa del Carmelo, nel centro di Piacenza, dove rimane fino al 1962.
In quell'anno viene inviato a Roma per continuare i propri studi, laureandosi, nel 1967, in utroque iure e conseguendo poi anche il diploma di avvocato rotale.
Collabora inizialmente con la Sacra Romana Rota, dal 1971, poi con la Segreteria di Stato.
Il 28 maggio 1973 viene nominato cappellano di Sua Santità e, dieci anni dopo, il 18 maggio 1983, prelato d'onore di Sua Santità. In quel periodo inizia la sua collaborazione con la parrocchia di San Pio X a Roma.
Dal 28 febbraio 1989 al 15 dicembre 1990 ricopre il ruolo di chierico prelato della Camera apostolica.

### Ministero episcopale
Il 6 aprile 1990 papa Giovanni Paolo II lo nomina segretario generale del Governatorato dello Stato della Città del Vaticano, e, il successivo 15 dicembre, lo elegge vescovo titolare di Drivasto.
Il 6 gennaio 1991 riceve la consacrazione episcopale, nella basilica di San Pietro in Vaticano, per l'imposizione delle mani dello stesso papa, essendo co-consacranti Giovanni Battista Re, arcivescovo titolare di Vescovio e sostituto per gli Affari Generali della Segreteria di Stato, e Justin Francis Rigali, arcivescovo titolare di Bolsena e segretario della Congregazione per i Vescovi, entrambi futuri cardinali.
Il 18 giugno 1994 è nominato segretario della Pontificia commissione per lo Stato della Città del Vaticano e, il 19 dicembre dello stesso anno, segretario del Pontificio consiglio per l'interpretazione dei testi legislativi, accanto al presidente dello stesso, nominato quel medesimo giorno, lo spagnolo Julián Herranz Casado, futuro cardinale, venendo poi confermato nell'incarico il 19 dicembre 2004.
Il 16 giugno 2003 diviene consultore della Congregazione per l'evangelizzazione dei popoli, confermato il 2 giugno 2009. Dal 16 marzo 2005 è annoverato come consigliere dello Stato della Città del Vaticano.
Il 20 novembre 2006 riceve la nomina ad uditore generale della Camera apostolica, e, il 15 febbraio dell'anno successivo, Benedetto XVI lo promuove alla dignità di arcivescovo, conservandogli il titolo di Drivasto, e lo nomina anche vicepresidente del Pontificio consiglio per i testi legislativi, incarico da cui si dimette il 12 ottobre 2010, per raggiunti limiti d'età.
Muore nelle prime ore del mattino del 31 ottobre 2013, all'età di 78 anni, in una clinica di Parma. Dopo le esequie, celebrate il 4 novembre nella chiesa di San Giovanni Battista a Tiedoli, viene sepolto nel cimitero locale.

## Genealogia episcopale
La genealogia episcopale è:
- Cardinale Scipione Rebiba
- Cardinale Giulio Antonio Santori
- Cardinale Girolamo Bernerio, O.P.
- Arcivescovo Galeazzo Sanvitale
- Cardinale Ludovico Ludovisi
- Cardinale Luigi Caetani
- Cardinale Ulderico Carpegna
- Cardinale Paluzzo Paluzzi Altieri degli Albertoni
- Papa Benedetto XIII
- Papa Benedetto XIV
- Papa Clemente XIII
- Cardinale Enrico Benedetto Stuart
- Papa Leone XII
- Cardinale Chiarissimo Falconieri Mellini
- Cardinale Camillo Di Pietro
- Cardinale Mieczysław Halka Ledóchowski
- Cardinale Jan Maurycy Paweł Puzyna de Kosielsko
- Arcivescovo Józef Bilczewski
- Arcivescovo Bolesław Twardowski
- Arcivescovo Eugeniusz Baziak
- Papa Giovanni Paolo II
- Arcivescovo Bruno Bertagna